# سویوویتسه
سویوویتسه (به لاتین: Sojovice) یک منطقهٔ مسکونی در جمهوری چک است که در ناحیه ملادا بولسلاو واقع شده‌است. سویوویتسه ۷٫۵۵ کیلومتر مربع مساحت و ۵۰۷ نفر جمعیت دارد و ۱۸۰ متر بالاتر از سطح دریا واقع شده‌است.